# NGC 6342
NGC 6342 ist ein 27.700 Lichtjahre entfernter Kugelsternhaufen im  Sternbild Schlangenträger. 
Der Sternhaufen wurde am 28. Mai 1786 von William Herschel mithilfe eines 18,7-Zoll-Teleskops entdeckt und später von Johan Dreyer in seinen New General Catalogue aufgenommen.